# Cercopithecus preussi
Cercopithecus preussi là một loài động vật có vú trong họ Cercopithecidae, bộ Linh trưởng. Loài này được Matschie mô tả năm 1898.

## Hình ảnh

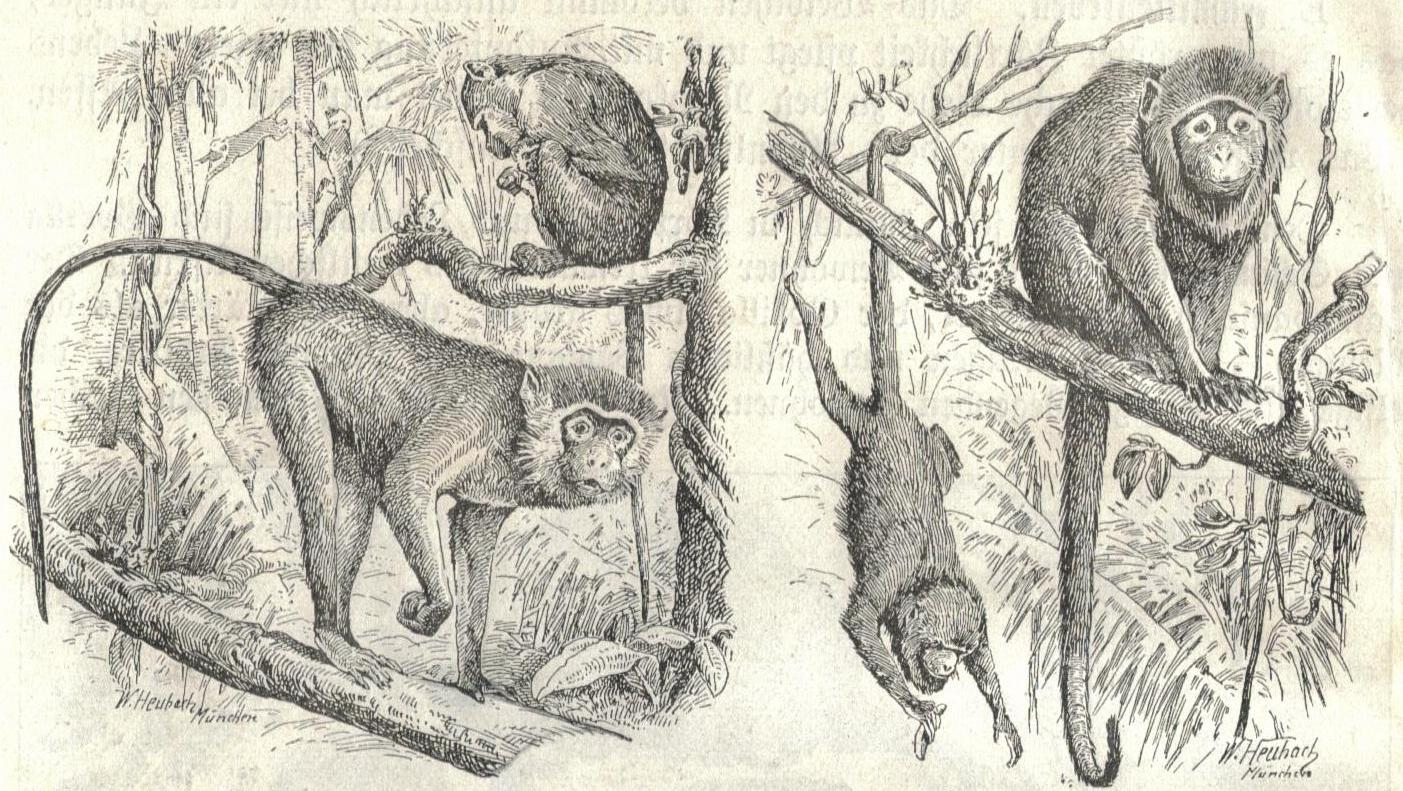
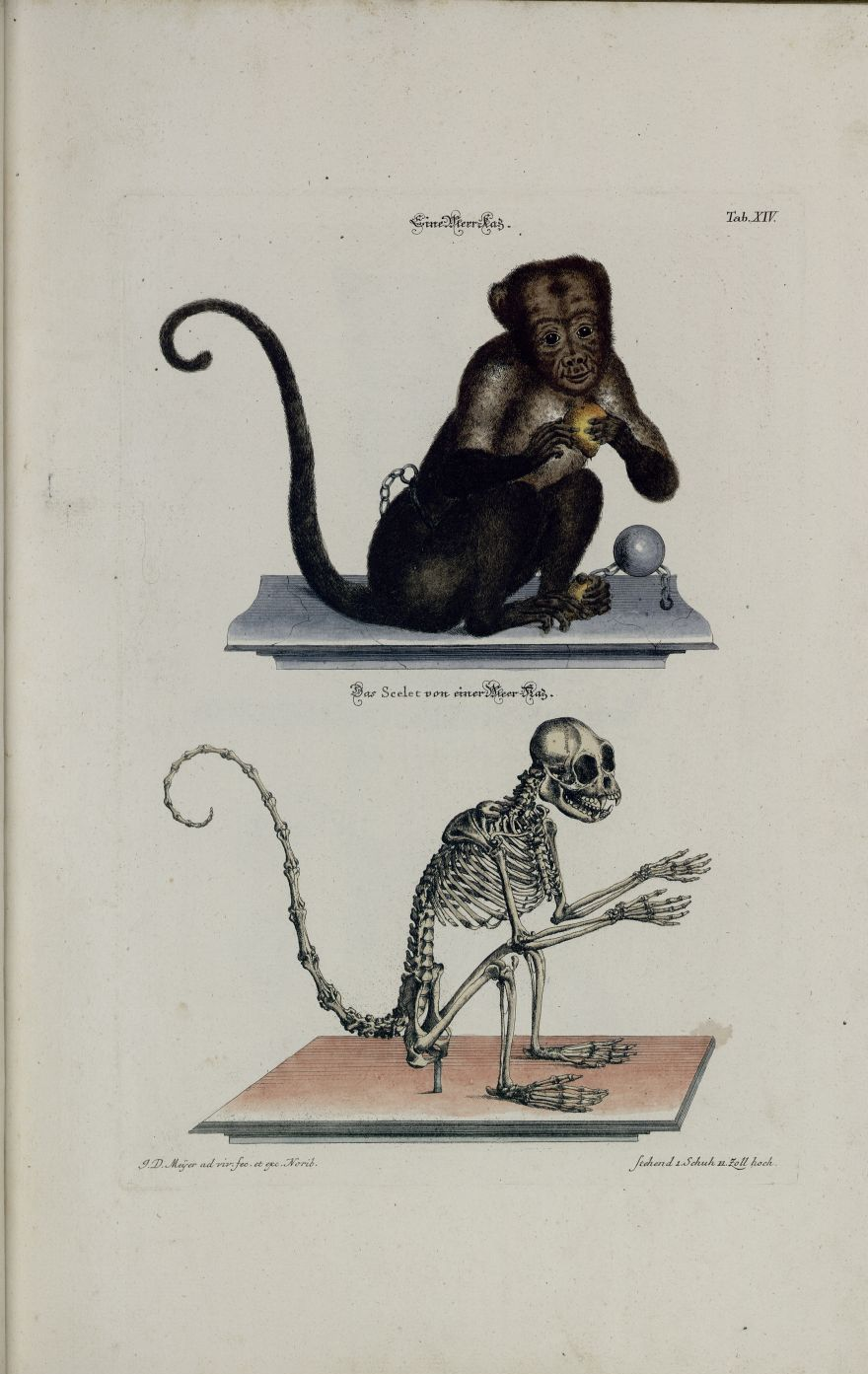
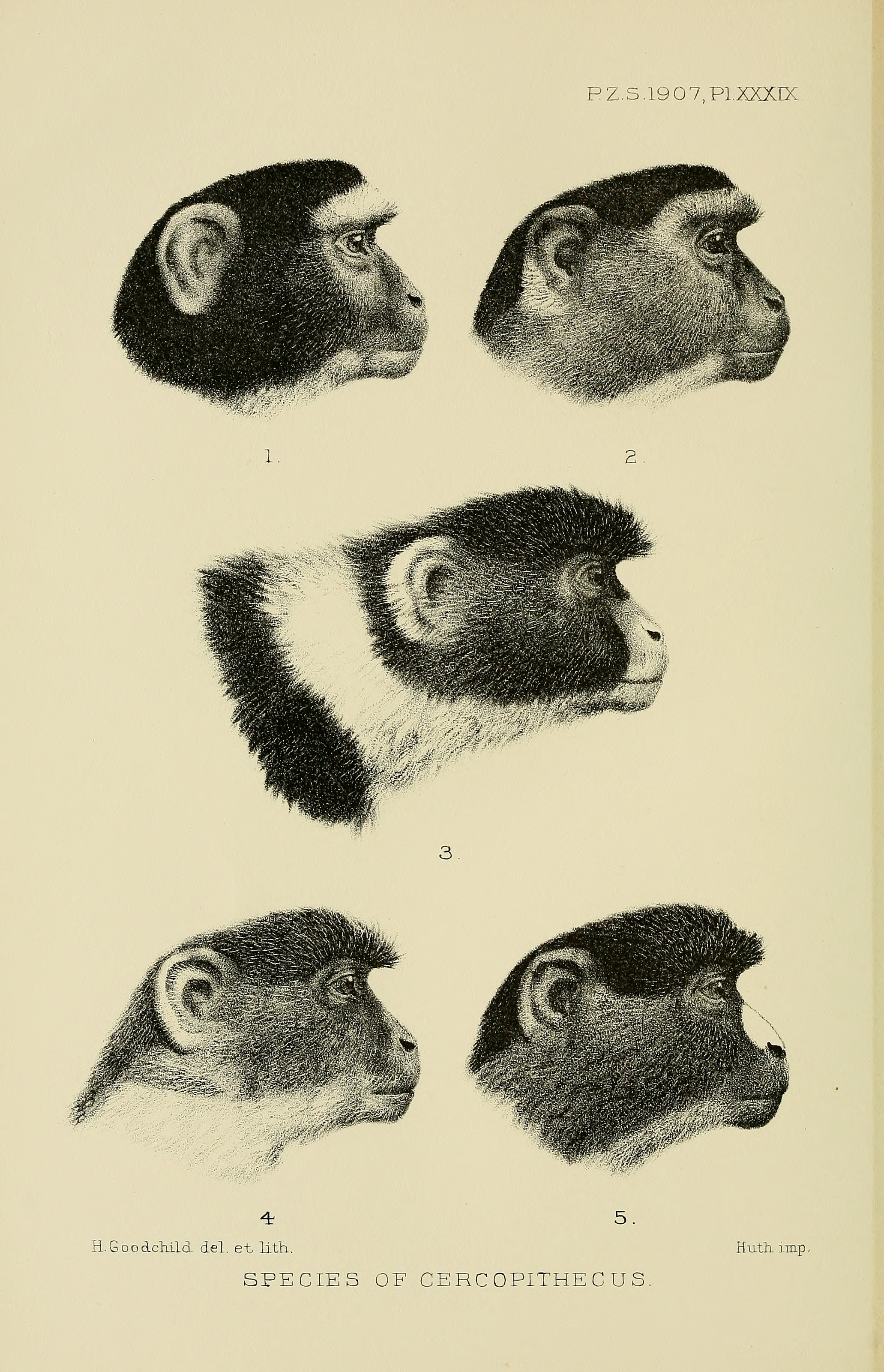
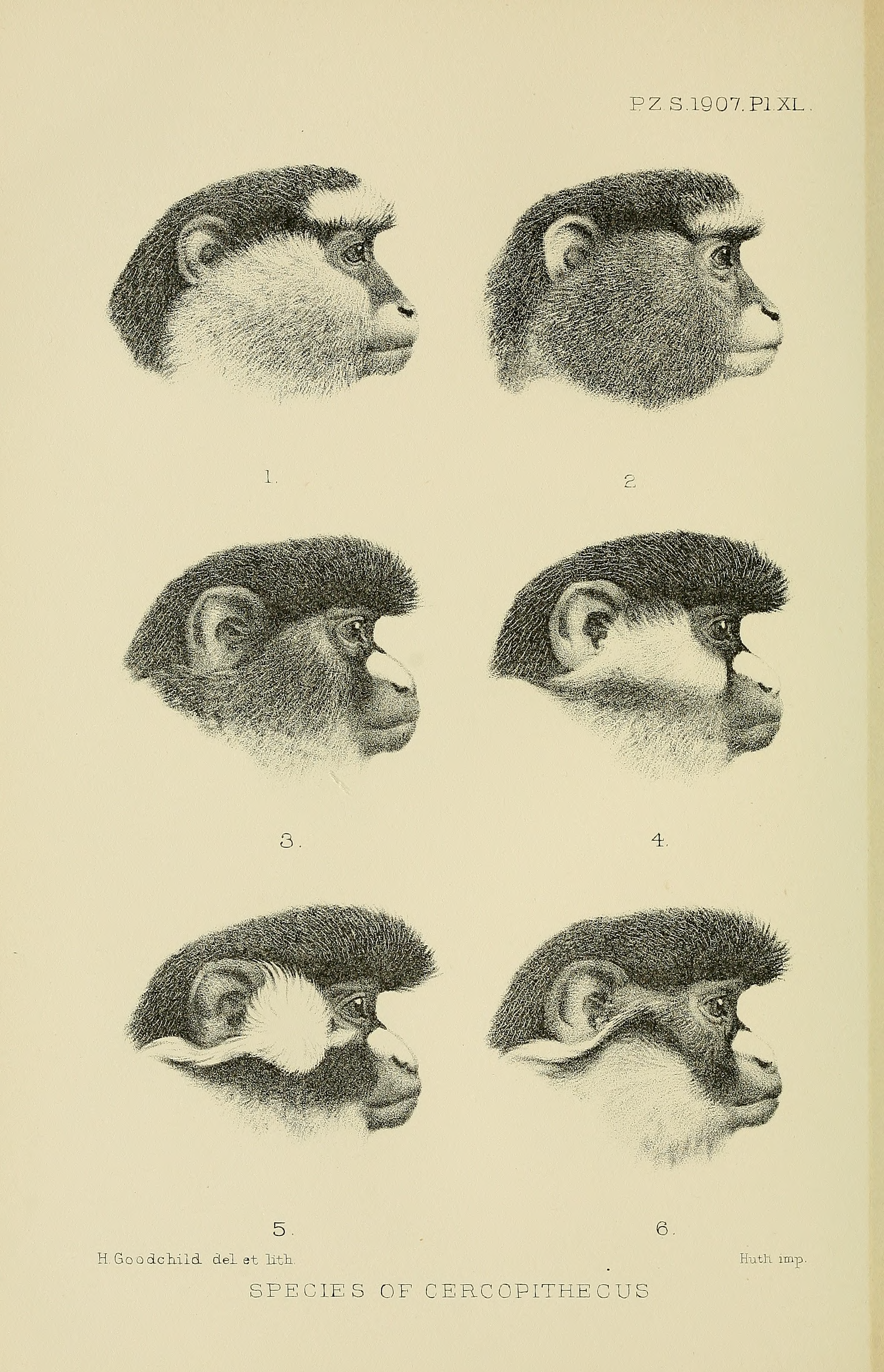